# Dermatitida
Dermatitida (latinsky dermatitis) je společný termín pro všechny záněty kůže. Existuje řada různých typů dermatitidy. Některé jsou běžnou alergickou reakcí na určité alergeny. Termín lze použít v souvislosti s ekzémem, který je též známý jako dermatitický ekzém nebo ekzematická dermatitida. Diagnóza ekzému často znamená dětskou neboli atopickou dermatitidu, ale bez odpovídajícího kontextu neznamená nic víc než pouhou vyrážku. Dermatitida je s alergickou rýmou úzce geneticky spjata.

## Typy dermatitidy

### Spongiotická dermatitida
Tento typ kožní reakce zahrnuje mnoho různých podtypů – iritační dermatitidu, seborrhoickou dermatitidu, atopickou dermatitidu, alergickou kontaktní dermatitidu, tepelně vyvolávanou dermatitidu a chemicky vyvolávanou dermatitidu.

### Dětský ekzém
Je též známý jako atopická dermatitida nebo atopický ekzém. Může se jednat o imunologicky zprostředkovanou dermatitidu. U psů je často spjata se vzdušným nebo potravním alergenem. U člověka bývá spjata s potravinovou alergií. Většina případů lidské atopické dermatitidy však není spjata s alergií. Zřejmě se jedná o absenci ochranné lipidové látky, kvůli čemuž je kůže svědivá a náchylná na poškrábání.

### Alergická kontaktní dermatitida
Kontaktní dermatitida může být způsobována vnějšími sloučeninami, konzervanty, vonnými látkami nebo rostlinami. Klasickým případem je dermatitida způsobovaná jedovatcem. Lze provést epikutánní testy na mnoho různých alergenů (například TRUE TEST patch test na 29 alergenů).

### Seboroická dermatitida
Seboroická dermatitida je známa též jako lupy. Vyrážka se vyskytuje na vlasové části hlavy, obličeji, občas i na hrudníku a v tříslech. Je spojena s běžnou kvasinkou Pityrosporum. Léčí se buď protizánětlivým nebo protihoubovým léčivem, anebo kombinací obou.

### Psoriáza
Psoriáza nebo psoriatická dermatitida je typem dermatitidy se specifickým vztahem k definované entitě, psoriáze. Může být dědičná nebo souviset s artritidou.

### Dyshidrotická dermatitida
Dyshidrotická dermatitida je známa též jako Pompholyx. Je typem spongiotické dermatitidy a průvodním jevem jsou malé puchýřky na rukách a nohách naplněné tekutinou nebo hnisem. Příčina není známa, tato dermatitida je však spojována s kontaktní dermatitidou. Některé případy jsou způsobeny potravní nesnášenlivostí niklu.

### Kopřivka
Kopřivka (urticaria) je typem dermatitidy charakterizovaným přechodnými otoky a podlitinami. Definice vyžaduje, aby se léze posouvaly nebo měnily do 24 hodin. Nemohou být statické, jinak nelze stanovit jako diagnózu kopřivku.

### Vezikulární nebo bulózní dermatitida
Může být způsobena reakcí na chemické látky nebo autoimunitním onemocněním. Mezi příklady patří Stevensův-Johnsonův syndrom, multiformní bulózní erytém, bulózní pemphigoid nebo pemphigoid vulgaris. Houba způsobující "atletickou nohu" (Trichophyton mentagrophytes) může způsobovat také bulózní dermatitidu na nohách.

### Papulární kopřivka
Typ dermatitidy vyskytující se často po reakci na štípnutí hmyzem. Dermatitida při bleším kousnutí se u chodících lidí koncentruje okolo kotníků. U lezoucích batolat může být kdekoli na těle.